# Озар, Игорь Яковлевич
И́горь Я́ковлевич Оза́р (род. 26 сентября 1961, Москва, СССР) — бывший генеральный директор ПАО «Ракетно-космическая корпорация "Энергия" им. С.П. Королёва». Вице-президент Объединённой авиастроительной корпорации (ОАК) по военной авиации.

## Биография
Родился 26 сентября 1961 года в Москве. Сын Якова Соломоновича Озара (1930).
Окончил Московский институт управления им. С. Орджоникидзе в 1984 году.
С 1992 по 1998 год — финансовый директор ОАО «Московский шинный завод». С 1998 по 1999 год — заместитель генерального директора ЗАО «Шинный холдинг» холдинговой компании «Амтел».
С 1999 года заместитель генерального директора по экономике и финансам (финансовый директор) ОАО "ОКБ Сухого".
С 31 июля 2007 года исполнительный директор ОКБ Сухого.
С 30 июня 2011 года генеральный директор АХК Сухой.
5 июля 2011 года единогласно избран председателем Совета директоров ЗАО «Гражданские самолеты Сухого». Занимал эту должность до 28 января 2013 года.
29 февраля 2016 года назначен на должность вице-президента Объединенной авиастроительной корпорации (ОАК) по военной авиации.
С 27 марта по 14 мая 2020 года занимал должность советника главы Госкорпорации «Роскосмос» Дмитрия Рогозина.
С 16 мая 2020 года — временно исполняющий обязанности генерального директора ПАО РКК «Энергия».
2 июля 2020 года утверждён генеральным директором РКК «Энергия».